# РПГ-76 «Комар»
РПГ-76 «Комар» — одноразовый ручной противотанковый гранатомет польского производства. Оружие было разработано как меньшая и более легкая альтернатива РПГ-7 для использования воздушно-десантными войсками. Производился в 1983—1995 годах на заводе точного приборостроения в Невядуве (пол. «Zakład Sprzętu Precyzyjnego w Niewiadowie»). Пригоден для использования в зданиях и транспортных средствах, эффективен против легкобронированных целей.
Их партия передавалась Украине 26 февраля 2022 года в рамках польской помощи для противостояния России.

## История создания
В 1971 году в Военном институте технологии вооружения была запущена программа под кодовым названием «Аргон» . Ее целью была разработка противотанкового гранатомета с одноразовой пусковой установкой, который мог бы дополнить используемые армией гранатометы РПГ-7. Испытывались два варианта гранатомета: безоткатный и реактивный. Для дальнейших работ был выбран реактивный вариант (причиной была возможность использования наработок ранее разработанного гранатомета со вспомогательным реактивным движителем ПГН-60). На данном этапе проектирования, помимо польской группы (З. Заборовский, К. Ковалевский, Т. Витчак, З. Капустка, А. Перелкевич, К. Ласковский, З. Купидура), участие в проекте принимала команда Болгарского военного института науки и исследования в Софии. Задачей болгар была разработка ракетного двигателя и пусковой установки. Первая презентация нового оружия состоялась в 1973 году на 3-й Центральной военной выставке изобретательства и рационализаторства. Оружие тогда получило обозначение «Кумулятивная противотанковая граната с одноразовой пусковой установкой РПГ-73». Исследования были завершены в 1976 году, и тогда гранатомет получил название РПГ-76 «Комар» по году разработки . В 1980 году была создана опытная серия гранатометов. В последующие годы сотрудничество с Болгарией прервалось — работы над гранатометом поляки завершили самостоятельно. Он был принят на вооружение в 1985 году. Он был произведен на Заводе точного оборудования в Невядове. В 1983—1995 годах для Войска Польского было произведено более 100 000 таких устройств.
Вскоре после окончания производства, во второй половине 1990-х годов, гранатометы были сняты с вооружения и переданы на хранение в связи с повышенными требованиями к безопасности и отсутствием самоликвидатора. Однако в связи с острой необходимостью они попали на оснащение польских воинских контингентов в Ираке и Афганистане, где использовались в качестве вспомогательного оружия. Преимуществом оказалась возможность ведения огня изнутри машины. В 2009—2011 годах был разработан новый взрыватель с устройством самоликвидации, однако польская армия все же отказалась от модернизации этих гранатометов.
В январе 2018 года Агентство военного имущества выставило на продажу 24 589 гранатометов РПГ-76, выпущенных в 1985—1990 годах. Учитывая, что это РПГ последних лет производства, они, вероятно, были последними РПГ-76, которыми располагало Войско Польское.
В первой половине марта 2022 года в социальных сетях было размещено видео обучения украинских солдат обращению с этим гранатометом. Количество сданных гранатометов и дата поставки официально не разглашаются.

## Конструкция
Гранатомет имеет калибр 40 мм и весит 2,1 кг с гранатой в контейнере. Надкалиберный снаряд оснащен кумулятивной боевой частью массой 320 г и бронепробиванием 260 мм. Скорость боеприпаса 145 м/с, дальность стрельбы до 250 м. Противотанковый гранатомет «Комар» состоит из алюминиевой пусковой установки массой 0,32 кг в виде гладкостенной тонкостенной трубы калибром 40 мм, которая одновременно является транспортным контейнером для надкалиберной 68-мм ракеты с донным взрывателем DCR. Пусковые установки снабжены прицелами (прицел с тремя полостями, соответствующими дальностям 50, 150, 250 м), ударно-спусковым механизмом, трубчатым складным прикладом и транспортировочным ремнем. В походном положении оружие имеет сложенный приклад и механический прицел, а ракета в пусковой установке запирается пружинной защелкой. Раскладывание приклада вызывает разблокировку снаряда и натяжение пружины спускового механизма. При нажатии на спусковой крючок запускается ракетный двигатель ракеты (сопла наклонены на 40 градусов, что предохраняет стрелка от ожогов).